# 里見実堯
里見 実堯（さとみ さねたか、文明16年（1484年）? - 天文2年7月27日（1533年8月17日）は、戦国時代の武将。安房里見氏の一族。

## 出自
系譜上は、第2代里見成義の次男で兄である義通の死後に家督を継いだとも甥・義豊の陣代（後見人）であったともされたが、近年では実堯の嫡男・義堯の家督相続を正当化するための作為による虚構と考えられている。また、兄・義通とともに安房里見氏初代・義実の子であったと推定される。

## 概要
義通の命を受けて上総国へ進出して金谷城を拠点として正木氏をはじめとする房総半島の水軍を手中に収めた。また、次の義豊の代にはその命を受けて鎌倉や武蔵品川を攻撃して後北条氏と戦っている。だが、次第に家中における発言力を増して義豊の地位を脅かす存在となり、また後北条氏と通じているとの風評が流れるに至った。このため天文2年、義豊は機先を制する形で実堯とその腹心の正木通綱を稲村城に呼んでこれを殺害した。これを稲村の変（天文の内訌）という。これをきっかけに実堯の嫡男・義堯を押し立てた上総の里見氏勢力が叛旗を翻し、翌年には義堯が義豊を殺害して家督を奪った。
古くは、義通が若くして死亡して義豊が幼かったために義豊成人までの間だけ実堯が家督を預かっていたのを、成長した義豊が無分別にもこれを逆恨みして叔父を殺害したとされていた。しかし、近年では義通は長命を保って成人した義豊に家督を譲って隠居したと考えられており、義豊も稲村の変当時には既に壮年であったと考えられている。このため、こうした旧説は義堯の家督継承後に実堯系の家督継承の正当性を強調するために創作された話であると考えられており、今日では里見氏当主としては勿論、義豊の陣代であったとする見方も否定されている。